# مصدر الأشعة السينية فائق الإضاءة

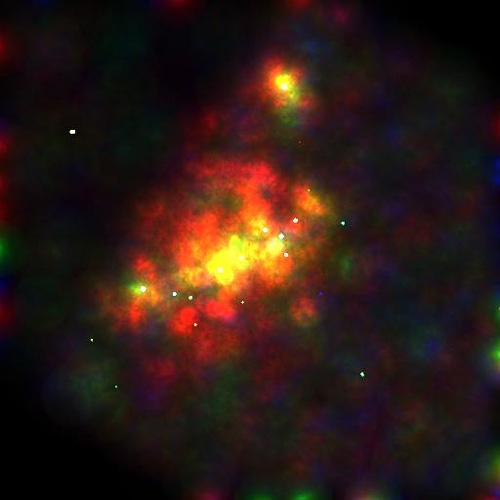

مصدر الأشعة السينية فائق الإضاءة في الفلك (بالإنجليزية: Ultra-luminous X-ray source، أو اختصارا: ULX)‏ هو مصدر للأشعة السينية كوني يكون ضياؤه أقل من ضياء نواة مجرة نشطة ولكن أشد ضياء من أي تفاعل نجمي نعرفه، حيث ينتج طاقة تقدر بـ 1039 إرج/الثانية، أي ما يعادل 1032 واط، ويفوق ضياؤه 250.000 ضياء شمسي بافتراض أنه يشع متساويا في جميع الجهات. ونجد في العادة مصدرا واحدا من هذا النوع في كل مجرة تحوية، ولكن يبدو أن بعض المجرات تحوي أكثر من واحد. ومجرتنا مجرة درب التبانة تحوي مصدرا لأشعة إكس من هذا النوع. وما يبعث على الدهشة هي حقيقة أن تلك المصادر للأشعة السينية الفائقة الإضاءة يزيد ضياؤها عن حد إدنجتون للنجوم النيوترونية وكذلك للثقوب السوداء النجمية.
لا نعرف حتى الآن كيف تنشأ تلك الطاقة الفائقة في مصدر الأشعة السينية الفائق الإضاءة، واقترح العلماء عدة نماذج لها من ضمنها نموذج نجم يشع في اتجاه واحد، أو ثقب أسود متوسط الكتلة تدور حوله مادة تنجذب وتسقط عليه، أو نموذج إصدار يفوق حد إدنجتون.

## الحقائق المشاهدة
اكتشفت مصادر الأشعة السينية الفائقة الإضاءة لأول مرة بواسطة مرصد أينشتاين عام 1980 ثم رصدت بعد ذلك بواسطة القمر الصناعي روسات. ثم أجريت مشاهدات دقيقة عليها بواسطة التلسكوب إكس إم إم نيوتن الفضائي ومرصد شاندرا الفضائي للأشعة السينية التي تتميز بتسجيل طيف أكبر وتباين زاوي عالي. وقد قام تلسكوب شاندرا بمسح فلكي للسماء للبحث عن مصادر أشعة إكس وبين أنه تقريبا يوجد مصدرا لاشعة إكس فائق الضياء في كل مجرة تحويهم (معظم المجرات لا تحويهم).
وتوجد مصادر الأشعة السينية الفائقة الإضاءة في جميع أنوع المجرات بما فيها المجرات الإهليلجية، ولكنها تكون عتمة في مجرات تكوّن النجوم بنشاط وفي المجرات التي تتفاعل جاذبيا gravitationally interacting galaxies. نحو 30 % من تلك المصادر إنما هو في الحقيقة نجوم زائفة، واحتمال وجود مصدر للأشعة السينية فائق الإضاءة يكون أكبر في المجرات الإهليجية عن وجوده في المجرات الحلزونية.

## نماذج للتفسير
تشير حقيقة أن مصادر الأشعة السينية الفائقة الإضاءة ذات ضياء أكبر من ضياء النجوم إلى أنها تختلف عن ثنائيات أشعة إكس X-ray binaries. ويحاول العلماء تفسيرهم :
 إصدار شعاع ضيق  — إذا كان المصدر يشع شعاعا ضيقا فلا ينطبق حد إدنجتون لسببين : أولا لأن الضياء الفعلي للمصدر يكون أقل مما نحسبه، وثانيا لأن الغاز المنجذب ربما يأتي من اتجاه آخر عن الاتجاه التي تصدر منه الفوتونات.
وتبين النماذج أن النجوم قد يصل ضياؤها إلى نحو
1040 إرج/ثانية (1033 واط) ولكن تلك الطاقة لا تزال أقل من طاقة مصادر الأشعة السينية الفائقة الضياء. وإذا كان للمصدر النجمي طيف حراري فلا بد من أن
تكون درجة حرارته عالية بحيث يكون حاصل ضرب درجة الحرارة في ثابت بولتزمان :
kT ≈ 1 keV، ولا يحدث اهتزاز شبه دوري.
ثقب اسود متوسط الكتلة  — تشاهد الثقوب السوداء في الكون وتكون كتلتها عشرات المرات أكبر من كتلة الشمس وكذلك نشاهد ثقوبا سوداء تبلغ كتلتها ملايين أو بلايين كتلة شمسية. والنوع الأول منها فهي ثقوب سوداء نجمية وهي تمثل نهاية عمر نجم عظيم الكتلة، بينما الثقوب السوداء الفائقة الكتلة فتوجد في مراكز المجرات.
أما الثقوب السوداء متوسطة الكتلة فهي تصنيف افتراضي لثقوب سوداء تبلغ كتلته الواحد منها مئات أو آلاف كتلة شمسية. والثقوب السوداء المتوسطة الكتلة هذه تكون خفيفة حيث لا تغوص في مركز المجرة التي تحويها ولكنها تحوي كتلة كبيرة بحيث يمكنها إصدار أشعة إكس فائق الضياء بدون تخطيها لحد إدنجتون. فإذا كان مصدر أشعة إكس فائق الضياء ثقبا اسودا متوسط الكتلة فلا بد أن يكون له طيفا حراريا ناتج عن قرص تقلص حوله (ينجذب إليه) بحيث تصل طاقتة عند درجة حرارة منخفضة نسبيا إلى نحو (kT ≈ 0.1 كيلو إلكترون فولت)، وربما يهتز اهتزازا شبه دوري عند تردد رنيني نسبيا (يشع مصدر الأشعة السينية الفائق الإضاءة ضياءً متساويًا تقريبًا في جميع أطوال الموجات الكهرومغناطيسية).
وقد قدم اقتراح يعزز فكرة الثقوب السوداء المتوسطة الكتلة وهو يشير إلى تماثل طيف أشعة إكس التي تنبعث منه مع ما يصدره ثنائي أشعة إكس به ثقب أسود نجمي. وقد شوهدت أطياف ثنائيا اشعة إكس وتبين انها تمر بعدة مراحل، وأهم تلك المراحل التي تشغلناستحق الانتباه تلك التي تحوي حالة منحفضة/عالية وحالة عالية/منخفضة (أنظر ريميلارد وماك كلينتون 2006).
تتميز الحالة منخفضة/عالية وهي تطابق قانون أسي بأنها طيف أشعة إكس امتصاصي لها مؤشر طيفي بين 5و1 - 0و2 (طيف أشعة إكس عالي الطاقة). وتاريخيا كانت تلك الحالة تؤول إلى ضياء أقل ولكن بالبحث الدقيق بواسطة القمر الصناعي RXTE تبين أن تلك الحالة ليست منحصرة على ذلك. أما الحالة عالية/ منخفضة فهي تتميز بجزء طيف حراري امتصاصي (جسم أسود ذو قرص حراري عند (kT ≈ 1.0 keV)
وطيف يبلغ مؤشره 5و2 ويتبع قانون أسي.
وقد شوهد أحد مصادر الأشعة السينية الفائقة الإضاءة وهو هولمبرج Holmberg II X-1 وله مواصفات أطياف
الحالتين العالية والمنخفضة. هذا قد يعزز كون بعض مصادر الأشعة السينية الفائقة الإضاءة بالفعل ثقب اسود متوسط الكتلة ذو قرص جذبوي (أنظر Winter, Mushotzky, Reynolds 2006).
 نجم زائف خلفي — تظهر بعض مصادر الأشعة السينية الفائقة الإضاءة بالفعل كمصادر خلفية. وقد تفسر تلك المصادر على أن لها درجات حرارة منخفضة جدا. (مثلما في حالة PG quasars وهي نجوم زائفة).
بقايا مستعر أعظم  — قد تصل بقايا المستعر الأعظم الساطع إلى ضياء يصل إلى 1039 إرج/الثانية، أي ما يعادل 1032 واط، فإذا كان مصدر الأشعة السينية الفائق الإضاءة بالفعل مخلفات مستعر أعظم فإنه لا يتغير خلال أوقات قصيرة، بل يتخاذل ضوؤه بمرور الزمن وذلك خلال عدة سنوات.